# Decatur (Nebraska)
Decatur is een plaats (village) in de Amerikaanse staat Nebraska, en valt bestuurlijk gezien onder Burt County.

## Geschiedenis
Stephen A. Decatur was de kleinzoon van Stephen Decatur, Sr. en neef van Stephen Decatur, Jr. Hij kreeg bij aankomst een gebied toegewezen, in de buurt van de stad Bellevue, Nebraska, in de jaren 1840 en bouwde daar zijn huis, in het gebied van de Omaha-indianen. Later werd hij kantoorbediende of klerk bij de Sarpy's handelspost en leefde en woonde op een hoeve, welke hij "Decature Springs" had genoemd, als eigenaar en de daaruit voortkomende grondvesten voor een nieuw gestichte stad Decatur.
De stad Decatur werd opgericht in 1856 en verder uitgebreid onder de naam "The Decatur Townsite & Ferry Company". De andere betrokkenen die samen met Stephen A. Decatur deze stad verder uitbouwden waren, Thomas Whiteacre, T. H. Hineman, George Mason en Herman Glass.

## Demografie
Bij de volkstelling in 2000 werd het aantal inwoners vastgesteld op 618.
In 2006 is het aantal inwoners door het United States Census Bureau geschat op 572, een daling van 46 (-7,4%).

## Geografie
Volgens het United States Census Bureau beslaat de plaats een oppervlakte van
2,3 km², geheel bestaande uit land.

## Plaatsen in de nabije omgeving
De onderstaande figuur toont nabijgelegen plaatsen in een straal van 20 km rond Decatur.